# 鲁埃尔博城堡

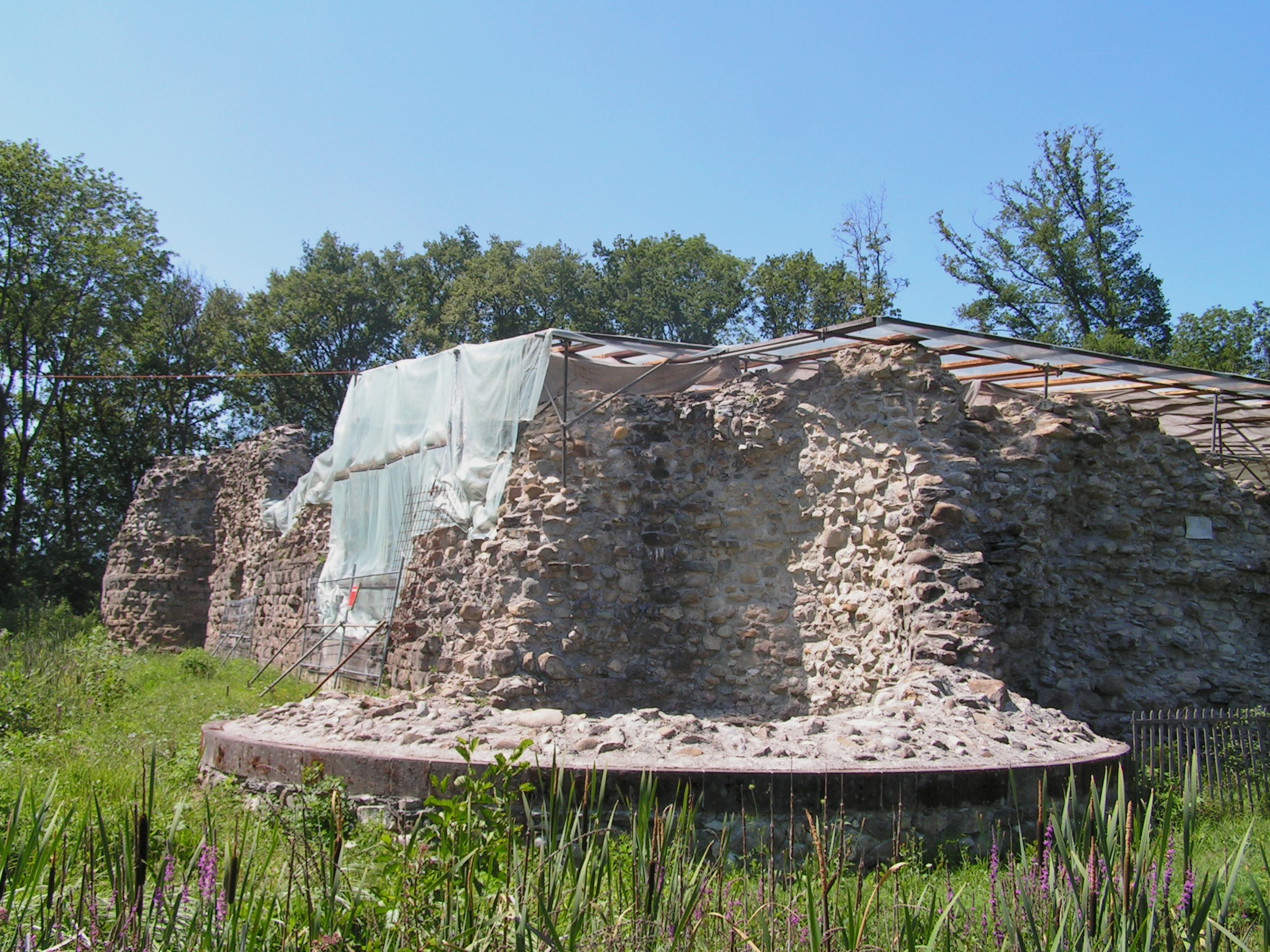
鲁埃尔博城堡废墟

46°14′31″N 6°13′04″E / 46.241944°N 6.217806°E
鲁埃尔博城堡（法語：Château de Rouelbeau）是瑞士日内瓦州梅涅镇境内的一座中世纪城堡，始建于14世纪。至今仅遗迹尚存。

## 历史
城堡最早是为木制营寨，称为“Bastie de Roillebot”。由骑士Humbert de Choulex兴建于1318年7月7日，工程耗时一年。
1319年，城堡成为佛西尼领主于格·多凡（Hugues Dauphin）的居所，作为保护由埃尔芒斯到莱芒湖道路的要冲。
1536年，城堡被伯尔尼军队摧毁。